# Incêndio do Reichstag
O Incêndio do Reichstag (em alemão:  Reichstagsbrand) foi um incêndio criminoso que engolfou o Palácio do Reichstag, a sede do Parlamento alemão em Berlim, numa segunda-feira, 27 de fevereiro de 1933, precisamente quatro semanas após Adolf Hitler ascender a posição de Chanceler da Alemanha. Este incidente é considerado o ponto crucial na transformação da República Weimar na Alemanha Nazista. Às 21h25 (UTC+1), um posto de bombeiros da cidade recebeu uma chamada pois o alarme do Palácio do Reichstag, o local de encontro do parlamento alemão, anunciava que o prédio estava em chamas. O incêndio começou na câmara de sessão, e quando a polícia e os bombeiros haviam chegado, a Câmara dos Deputados já tinha sido engolida pelas chamas. No interior do edifício, uma minuciosa pesquisa conduzida pela polícia resultou na culpa de Marinus van der Lubbe. Van der Lubbe foi um ativista neerlandês comunista de conselho e pedreiro desempregado que tinha entrado recentemente na Alemanha, ostensivamente para realizar as suas atividades políticas. O incêndio foi utilizado pelos nazistas como prova de que os comunistas estavam começando uma "conspiração" contra o governo alemão. Van der Lubbe e quatro líderes comunistas seriam presos posteriormente. Adolf Hitler, que foi empossado como chanceler da Alemanha quatro semanas antes, em 30 de janeiro, incitou o Presidente Paul von Hindenburg a passar um decreto de emergência a fim de contrariar o "impiedoso confronto do Partido Comunista da Alemanha".
Entretanto, o inquérito do incêndio do Reichstag continuou, com os nazistas ansiosos para descobrir a cumplicidade do Comintern no facto. No início de março de 1933, foram presos três búlgaros que estavam desempenhando funções cruciais durante a triagem de Leipzig, também conhecida como o "Inquérito do Incêndio do Reichstag": Georgi Dimitrov, Vasil Tanev e Blagoi Popov. Os búlgaros eram conhecidos da polícia da Prússia como ativistas seniores do Comintern, mas ela não tinha ideia do nível de liderança de cada um: Dimitrov era chefe de operações em todos os Comintern da Europa Ocidental.
Historiadores divergem quanto a saber se Van der Lubbe agiu sozinho ou se os nazistas estavam envolvidos (numa operação de bandeira falsa). A responsabilidade pelo incêndio do Reichstag permanece um tema de debate em curso e de investigação. Em 2008, o governo alemão perdoou Van der Lubbe postumamente sob uma lei introduzida em 1998 para suspender veredictos injustos datados da era nazista.